# Britt (Iowa)
Britt es una ciudad situada en el condado de Hancock, en el estado de Iowa, Estados Unidos. Según el censo de 2010 tenía una población de 2.069 habitantes.

## Geografía
Según la Oficina del Censo de los Estados Unidos, la localidad tiene un área total de 3,27 km², la totalidad de los cuales 3,27 km² corresponden a tierra firme.

## Demografía
Según el censo de 2010, había 2069 personas residiendo en la localidad. La densidad de población era de 632,72 hab./km². Había 979 viviendas con una densidad media de 299,39 viviendas/km². El 93,14% de los habitantes eran blancos, el 0,34% afroamericanos, el 0,14% amerindios, el 0,63% asiáticos, el 4,49% de otras razas, y el 1,26% pertenecía a dos o más razas. El 7,68% de la población eran hispanos o latinos de cualquier raza.